# Куинн, Джеймс
Джеймс Ф. Куинн (англ. James F. Quinn; 9 сентября 1906 — 12 июля 2004) — американский легкоатлет, который специализировался в беге на короткие дистанции.

## Биография
Олимпийский чемпион в эстафете 4×100 метров (1928).
На Играх в Амстердаме был запасным (5-е место в Олимпийском отборе США в беге на 100 метров — 10,9 часов), но был срочно включен в состав эстафетного квартета по причине болезни Боба Макаллистера, который должен был бежать на 2-м этапе.
Победитель Университетского чемпионата США в беге на 100 ярдов (1928).
Эксрекордсмен мира в эстафете 4×100 метров (1928).